# Jamaica (groupe)
Pour les articles homonymes, voir Jamaica.
Jamaica, anciennement Poney Poney, est un groupe français de rock électronique. Le groupe ne donne plus signe d'activité depuis 2014.

## Historique

### Période Poney Poney
Le groupe, d'abord appelé Poney Poney, est, au départ, un projet solo du graphiste parisien, Antoine Hilaire. Le nom du groupe est donné en hommage à un groupe éphémère qui s’appelait Bunny Bunny. Il a alors un groupe avec Camille Clerc et Gaspard Augé. Il est rejoint en 2005 par Samuel Nicolas à la batterie et Florent Lyonnet, à la basse, originaire d'Aix-en-Provence, fils d'une coiffeuse et d'un père maçon, qui a grandi en partie en Algérie avant d’emménager avec Guillaume du groupe Chateau Marmont puis avec Nubia Esteban, la fille de Lio.
Poney Poney enregistre plusieurs titres dont AM Music et By the Numbers avec l'aide de Xavier de Rosnay, du groupe electro français Justice. Le single Cross the Fader est le fruit d'une collaboration avec Xavier de Rosnay et le soutien du label anglais Perspex Recordings. Le single When Do You Wanna Stop Working est lui produit avec Para One, et sort sur le label Institubes, via sa division Unsunned.

### Période Jamaica
Jamaica est le nom pris par le duo composé d’Antoine Hilaire et de Florent Lyonnet après le départ de Samuel Nicolas. En 2010, ils publient deux clips vidéos : I Think I Like U 2 (réalisé par So Me et Machine molle), ainsi que Short and Entertaining (réalisé par Martial Schmetz et Jeremie Rozan). Ils annoncent de plus que l'enregistrement de leur premier album est terminé, produit en collaboration avec Xavier de Rosnay et Peter Franco. Ils font leur apparition à La Cigale le 3 juin 2010 en première partie des Two Door Cinema Club et entament une tournée mondiale de plus de 150 concerts.
Leur premier album No Problem sort en France le 23 août 2010 et leur premier concert parisien en tête d'affiche a lieu le 8 février 2011 à l'Alhambra. Les Inrockuptibles disent de l'album : « On y croise des bouts de classique, des petits pans d’électro, des beats amis, des ritournelles à mettre le bras sur la portière, avec la tête qui bouge en rythme, façon Beavis et Butt-Head ».
Antoine Hilaire fait une apparition dans le film Memory Lane, sorti le 24 novembre 2010. Leur chanson I Think I Like U 2 est utilisée pour la promotion des véhicules Renault en 2011 puis figure au générique de début du film 20 ans d'écart, sorti en 2013. Quant au titre By the Numbers, il fait partie de la bande originale du jeu NBA 2K12. En 2012, Jamaica enregistre à Los Angeles son deuxième album avec Peter Franco à la production. Antoine Hilaire fait également partie du groupe Tahiti Boy and the Palmtree Family. Après avoir composé Je danse pour Jenifer, Florent rejoint Lio, en janvier 2012, comme assistant-coach sur The Voice Belgique.

## Discographie

### Sous Poney Poney
- 2006 : La Ritournelle (Reprise) / Junior (Arcade Mode)

1. Vicarious Bliss vs. Sébastien Tellier - La Ritournelle (Reprise)
2. Poney Poney - Junior (Produit par Xavier de Rosnay)

- 2008 : Cross the Fader (EP, 12", téléchargement) (Perspex Recordings)

1. Cross The Fader (Original Mix)
2. Cross The Fader (Bitchee Bitchee Ya Ya Ya Remix)
3. Cross The Fader (Headman Remix)
4. Junior (Chateau Marmont Mix) version numérique seulement

- 2009 : When Do You Wanna Stop Working? (EP, 12", téléchargement) (Unsunned, Institubes)

1. When Do You Wanna Stop Working?
2. When Do You Wanna Stop Working? (Rob Version)
3. When Do You Wanna Stop Working? (Pacific! Remix) version numérique seulement

### Sous Jamaica

#### Albums studio
- 2010 : No Problem (LP, téléchargement) (Cooperative Music, V2, Controlfreak, PIAS)

1. Cross The Fader
2. I Think I Like U 2
3. Short And Entertaining
4. Secrets
5. Jericho
6. Gentleman
7. The Outsider
8. By The Numbers
9. Junior
10. She´s Gonna
11. When Do You Wanna Stop Working
12. I Think I Like U 2 (DVNO Emotional Remix) titre bonus disponible avec la version numérique

- 2014 : Ventura (LP, téléchargement) (PIAS)

1. Two On Two
2. Hello Again
3. Houdini
4. Golden Times
5. All Inclusive
6. Ferris Wheeler
7. High Then Low
8. Ricky
9. Rushmore
10. Turbo
11. Same Smile
12. Goodbye Friday

#### Singles
- 2010 : I Think I Like U 2
- 2010 : Short and Entertaining
- 2011 : Jericho
- 2014 : Two on Two

#### Remixes
- 2010 : Tahiti Boy and the Palmtree Family - Blood in your Eyes (Jamaica Remix)
- 2010 : Hurts - Better than Love (Jamaica Remix)